# Tête colossale 3 de San Lorenzo
La tête colossale 3 (ou monument 3) est une tête colossale olmèque, découverte sur le site de San Lorenzo au Mexique en 1945.

## Caractéristiques
La tête colossale 3 est une sculpture de basalte, mesurant 1,78 m de hauteur pour 1,28 m de largeur et 0,80 m de profondeur ; elle pèse 9,4 t. Le basalte utilisé pour la sculpture est plus foncé que celui des autres têtes colossales.
La sculpture représente le visage d'un homme d'âge mur, en ronde-bosse ; ses traits sont assez différents de ceux des autres têtes colossales, l'hypothèse ayant été émise que la sculpture représente une femme. La figure fronce les sourcils, ce qui est typique des têtes colossales, et ses cils sont clairement définis. Ses lèvres sont épaisses et légèrement entre-ouvertes ; une partie de la lèvre inférieure est totalement fendue. L'arrière de la sculpture est plat.
La coiffe que porte la figure est complexe, avec une bande horizontale basale formée par quatre cordelettes horizontales, pliées diagonalement au-dessus de chaque œil. Une petite calotte surmonte la coiffe. Un grand rabat de quatre cordelettes tombe de chaque côté de la tête, couvrant complètement les oreilles. Au-dessus du front, la partie basse de la coiffe est criblée de 27 dépressions irrégulièrement espacées.

## Historique
Aucune des dates de  fabrication de tête colossale n'a pu être définie avec précision. Toutefois, comme l'enterrement des têtes du site de San Lorenzo a pu être daté d'au moins 900 av. J.-C., cela démontre que leur fabrication et leur utilisation sont antérieures. On estime qu'elles dateraient de l'époque préclassique de la Mésoamérique, probablement du début de cette époque (1500 à 1000 av. J.-C.).
Les dix têtes colossales de San Lorenzo forment à l'origine deux lignes grossièrement parallèles du nord au sud du site,. Bien que certaines aient été retrouvées dans des ravines, elles étaient proches de leur emplacement d'origine et ont été ensevelies par l'érosion locale. Les têtes, ainsi qu'un certain nombre de trônes monumentaux en pierre, formaient probablement une route processionnelle à travers le site, mettant en évidence son histoire dynastique.
La tête colossale 3 est excavée en 1946 sous la direction de l'archéologue américain Matthew Stirling. Les têtes étant numérotées de façon séquentielle en fonction de leur découverte, la tête colossale 3 est la première à avoir été trouvée sur le site de San Lorenzo. La sculpture n'est plus sur le site de San Lorenzo : elle est exposée dans la salle 1 du musée d'anthropologie (es) de Xalapa, capitale de l'État de Veracruz